# 52226 Saenredam
52226 Saenredam è un asteroide della fascia principale. Scoperto nel 1974, presenta un'orbita caratterizzata da un semiasse maggiore pari a 2,6859998 au e da un'eccentricità di 0,0577755, inclinata di 32,68914° rispetto all'eclittica.
L'asteroide è dedicato al pittore olandese Pieter Jansz Saenredam.